# Attacco contro l'Ambasciata britannica in Iran del 2011
L'attacco contro l'ambasciata britannica in Iran si è verificato il 29 novembre 2011 a Teheran, Iran. Studenti universitari iraniani hanno preso d'assalto l'ambasciata e altre sedi diplomatiche occidentali a Teheran, saccheggiando uffici e rubando documenti. Un piccolo edificio è stato assaltato e dato alle fiamme. Diverse persone sono rimaste ferite, ma non risultano morti al momento. I gruppi d'opposizione studenteschi condannarono l'attacco all'ambasciata e Advar Takhim affermò che gli assalitori erano parte della milizia basij, una forza paramilitare che ebbe un ruolo importante nella risposta del governo alle organizzazioni di protesta di studenti, donne e movimenti politici.

## Antefatti
Il governo del Regno Unito aveva imposto numerose sanzioni all'Iran riguardanti il Programma nucleare iraniano. In seguito al rilascio nel novembre 2011 di un rapporto dell'Agenzia internazionale per l'energia atomica che documentava indizi di un'attività nucleare iraniana a scopo bellico, il governo britannico vietò a tutte le istituzioni finanziarie del Regno Unito di avere rapporti con le controparti iraniane, inclusa la Banca Centrale iraniana. L'Iran, da parte sua, rispose approvando una legge per ridurre i legami con il Regno Unito, inclusa una richiesta per ritirare le rispettive ambasciate. Questa tuttavia non era la prima volta che l'Iran tagliava i rapporti con i britannici.

## Incursione
Circa 1 000 persone si accalcarono nei pressi dell'ambasciata per obbligare l'ambasciatore britannico ad abbandonare il paese immediatamente. Il raduno ebbe un inizio tranquillo ma alcuni partecipanti presero d'assalto l'edificio, buttando giù la porta, gettando a terra i documenti e sostituendo la bandiera britannica con quella iraniana. Le forze di sicurezza iraniane inizialmente non intervennero quando i dimostranti entrarono nell'ambasciata. I dimostranti rimossero la bandiera britannica e saccheggiarono gli uffici. Tra i loro slogan i dimostranti inneggiavano "Morte all'America", "Morte all'Inghilterra" e "Morte ad Israele".
Secondo l'ambasciatore britannico Dominick Chilcott, i dimostranti imperversarono per tutto l'edificio dell'ambasciata, distruggendo l'arredamento e la mobilia, dipingendo sui muri dei graffiti, rompendo finestre, telefoni e computer e appiccando il fuoco. Sette membri del personale dell'ambasciata furono catturati dai dimostranti ma furono scortati via dalla polizia.
Il Primo ministro britannico David Cameron descrisse l'incursione come "oltraggiosa e indifendibile" e chiese che l'Iran si occupasse immediatamente della sicurezza di tutto il personale dell'ambasciata britannica. Il Segretario per gli Affari Esteri William Hague affermò che "l'azione irresponsabile" mise a rischio la sicurezza dei diplomatici e delle loro famiglie e causò gravi danni alla proprietà dell'ambasciata. Alcuni studenti anti-Regno Unito si riunirono presso il Gholhak Garden, nella zona nord di Teheran, dopo aver danneggiato un quadro della regina Elisabetta, incendiato un veicolo dell'ambasciata come la bandiera statunitense, israeliana e britannica. Il Gholhak Garden era un'area di Teheran, zona diplomatica britannica, la cui proprietà fu contesa dai due governi. Il governo iraniano però espresse disapprovazione per quest'ultimo attacco e la polizia arrestò 12 dimostranti.

### I responsabili
Le agenzie mediatiche statali iraniane e alcuni giornali internazionali descrissero le proteste come reazione degli studenti alle politiche britanniche anti-iraniane. I dimostranti, a loro volta, rilasciarono un comunicato ufficiale dichiarando "le nostre azioni sono una spontanea reazione di studenti rivoluzionari e non sono ordinate da alcuno organo statale."
In una dichiarazione alla Camera dei comuni del 30 novembre, il Segretario per gli Affari Esteri Hague affermò: "L'Iran è un paese dove i leader dell'Opposizione sono agli arresti domiciliari, dove più di 500 persone sono state giustiziate solo quest'anno e dove proteste genuine sono colpite spietatamente. L'idea che le autorità iraniane possano non aver protetto la nostra Ambasciata o che questo assalto potesse avere luogo senza qualche permesso del regime è fantasiosa."
Alcuni analisti, fonti mediatiche e gruppi d'opposizione iraniani asseriscono che l'attacco fosse orchestrato dalle autorità iraniane, da cui la dura reazione britannica. Il corrispondente di Al Jazeera a Teheran, Dorsa Jabbari, riportò che la polizia iraniana e alcuni ministri vennero precedentemente a conoscenza della protesta, che fu organizzata dal braccio studentesco del movimento Basij.
Vi furono testimonianze che la polizia "restò indietro e lasciò che i dimostranti entrassero nel complesso". Con le parole della testata The Economist, "Questo è il centro della capitale [...] Se la polizia avesse voluto fermarli, sarebbe potuta dilagare nel complesso e recuperare i britannici. La polizia, e chiunque tirasse i fili dietro l'attacco, scelse di non intervenire per diverso tempo."
Jabbari affermò: "Ogni sorta d'azione su questa scala non può mai essere indipendente nelle Repubbliche islamiche." Dominick Chilcott affermò alla BBC che l'Iran è un paese nel quale questo tipo di azioni sono prese solamente "con l'acquiescenza e il supporto dello stato".

## Reazioni

### Iran
Il Ministro per gli Affari Esteri iraniano espresso sdegno per l'attacco, considerandolo "inaccettabile" e affermò che l'accaduto avvenne "nonostante i tentativi fatti dalla polizia iraniana e dai rinforzi delle guardie dell'ambasciata". La polizia iraniana arrestarono 12 dimostranti collegati all'attacco.
Due gruppi d'opposizione studenteschi iraniani, Tahkim Vahdat e Advar Tahkim, rilasciarono delle dichiarazioni criticando l'attacco. Il Tahkim Vahdat affermò che gli autori "non sono una reale rappresentativa degli studenti iraniani, essi erano affiliati con le autorità al potere."
Il comandante della polizia iraniana, il generale Ahmad Reza Radan annunciò che la polizia aveva dato il via ad una investigazione dettagliata relativa alle dimostrazioni del 29 novembre nelle quali dimostranti autonomi effettuarono un raid sull'ambasciata britannica occupando l'edificio e il Gholhak Garden, entrambi nel nord di Teheran.
Parviz Sorouri, un membro anziano del Comitato Majils per la Sicurezza Nazionale e per la Politica Estera, affermò che "l'affrettata decisione del governo britannico di chiudere l'Ambasciata iraniana a Londra ha creato una nuova situazione per entrambe le parti. Ma il governo iraniano farà del suo meglio per ristabilire i diritti dei cittadini iraniani nel Regno Unito attraverso l'istituzione di una sezione di interessi a Londra."

### Regno Unito

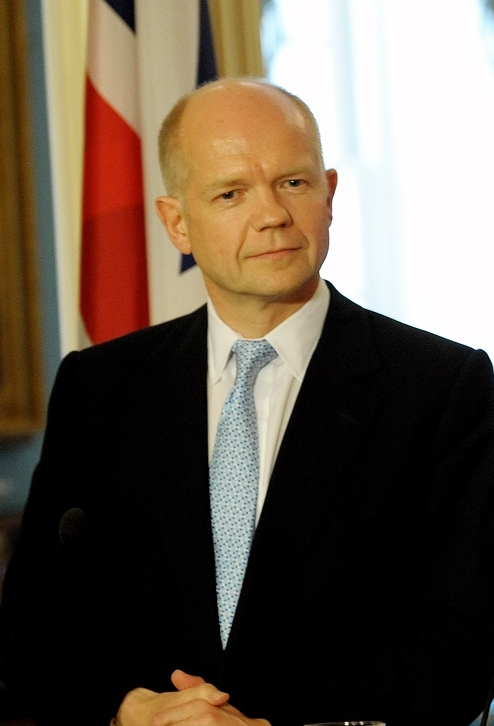
Il Segretario per gli Affari Esteri britannico William Hague condanna gli attacchi.

In seguito all'incidente, il Foreign Office rilasciò una dichiarazione affermante che "noi siamo oltraggiati da ciò. È completamento inaccettabile e noi lo condanniamo." In seguito, la sera stessa, David Cameron descrisse il fallimento del governo iraniano nel proteggere l'ambasciata come una "disgrazia". Il 30 novembre 2011, durante un discorso alla Camera dei Comuni, il Segretario William Hague annunciò che l'ambasciatore iraniano alla Corte di San Giacomo, il suo staff e altri diplomatici iraniani avevano 48 ore per lasciare il Regno Unito. Il Segretario annunciò inoltre di aver chiuso l'ambasciata britannica in Iran e che l'ambasciatore con il suo staff avevano lasciato Teheran. Ciò condusse le relazioni tra Regno Unito ed Iran al loro più basso livello e sia il Segretario per gli Affari Esteri che il Primo Ministro avvertirono delle ulteriori "serie conseguenze" per l'Iran, a causa del fallimento nel mantenere gli obblighi internazionali in linea con la convenzione di Vienna sulle relazioni diplomatiche.
Il Vice Primo Ministro Nick Clegg affermò a Sarah Rainford della BBC che le relazioni britanniche con l'Iran hanno "preso un colpo molto duro" ma che "ciò non significa che abbiamo tagliato ogni relazione diplomatica con l'Iran. Non significa in alcun modo che stiamo diminuendo la nostra determinazione nel tentare di trovare una soluzione diplomatica alla questione nucleare, la quale è immensamente importante per l'Europa e per il mondo intero, e noi continueremo a lavorare instancabilmente per trovare una soluzione negoziabile."

### Resto del mondo
Il Consiglio di sicurezza delle Nazioni Unite condannò gli attacchi "nei termini più duri" e il Segretario di Stato degli Stati Uniti Hillary Clinton li descrisse come un "affronto" alla comunità internazionale. Il Vice Presidente degli Stati Uniti, Joe Biden affermò che non vi sono prove che l'attacco all'ambasciata britannica a Teheran sia stata orchestrata dalle autorità iraniane ma questo è un altro esempio del perché il paese fosse considerato un "pariah" (uno stato che non si adegua alle norme internazionali).
La Norvegia annunciò la chiusura della sua ambasciata a Teheran per motivi di sicurezza. Hilde Steinfeld, una portavoce del Foreign Office ad Oslo, affermò che la decisione di chiudere l'ambasciata fu presa nel tardo 29 novembre, ma che lo staff diplomatico norvegese non aveva ancora evacuato la sede a Teheran.
La Russia condannò l'attaccò, sentenziando che queste azioni erano "inaccettabili e meritevoli di condanna." La Cina non criticò l'Iran chiamandolo direttamente in causa ma affermò che "la rilevante azione è in contrasto con il diritto internazionale e le norme di base per le relazioni internazionali e dovrebbe essere gestite in modo appropriato."
Diversi paesi, come Francia, Germania, Italia e Paesi Bassi richiamarono i loro ambasciatori per discutere sulla situazione diplomatica. La Svezia anche se non richiamò il proprio ambasciatore convocò l'ambasciatore iraniano al Ministero per gli Affari Esteri svedese per protestare contro l'accaduto. La Germania si offrì di agire come potenza protettrice dell'obbligo diplomatico del Regno Unito in Iran.
L'Ungheria si rifiutò di richiamare il proprio ambasciatore in Iran e, in seguito ad un meeting dei Ministri degli Esteri dell'Unione europea, affermò di voler ridurre le operazioni diplomatiche a causa di uno staff limitato. Tuttavia, il governo ungherese si unì ai propri alleati europei nel condannare l'incidente.